# Selección de rugby de Japón
La selección de rugby de Japón (a menudo conocidos como los Cherry Blossoms o en español las flores de cerezo o más recientemente las Brave Blossoms que significa las Flores Valientes) representa al país en las competiciones oficiales de este deporte. 
Japón es tradicionalmente el mejor equipo de Asia pero ha tenido buenos y malos resultados con equipos no asiáticos a lo largo de los años. El rugby unión en Japón lo administra la Japan Rugby Football Union (JRFU) que fue fundada en 1926. Compiten anualmente en la Pacific Nations Cup y el Asian Rugby Championship. 
Japón tiene saldo positivo en sus enfrentamientos con Canadá, Corea del Sur y Hong Kong en tanto que tiene racha negativa con Estados Unidos, Fiyi y Samoa. El equipo ha logrado victorias ante Irlanda, Sudáfrica, Gales, Italia, Escocia y Argentina, un empate ante Francia, y perdido todos sus partidos ante Nueva Zelanda, Australia e Inglaterra.

## Historia
El rugby fue introducido en Japón en 1899 y el primer partido internacional de Japón fue contra un equipo canadiense en 1932. los Juegos destacados de Japón han sido una victoria contra los All Blacks Junior en 1968, y una derrota muy ajustada, 6–3 con Inglaterra en 1971. También existen Famosas victorias de Japón han sido la 28–24 sobre un Escocia XV en 1989 y una victoria 23-8 sobre Gales en 2013. En la Copa Mundial de Rugby de 2007, Japón empató 12–12 con Canadá, siendo su segundo mejor resultado en el torneo. En 2011, Japón mostró su progresión ganando la Pacific Nations Cup 2011, que jugó contra Fiyi, Samoa y Tonga. 
Una mejora mayor se vio en 2014 cuando Japón completó diez victorias seguidas para entrar dentro de los diez mejores equipos del mundo.
Japón ha participado de todas las ediciones de la Copa del Mundo desde que el torneo empezó en 1987, hasta 2015 solo habían logrado un triunfo contra Zimbabue en 1991, en las ediciones de 2007 como en 2011 consiguió un empate y tres derrotas; esto cambió drásticamente en la edición de 2015 donde dieron la primera sorpresa del torneo ganando a Sudáfrica por 34-32 en el último minuto, ya con el tiempo terminado. En ese mismo torneo consiguieron triunfos ante Estados Unidos y Samoa, pero no lograron clasificar a cuartos de final, siendo la primera selección que no consigue avanzar de ronda con un récord de 3 victorias y 1 derrota.
En la edición 2019, disputada en territorio japonés, luego de las históricas victorias en la fase de grupos frente a Irlanda y Escocia, clasifica por primera vez a los cuartos de final, en donde sería derrotado por el equipo que finalmente sería campeón, Sudáfrica, por un marcador de 3 a 26.
En el mundial 2023 celebrado en Francia, el conjunto nipón se estrenó con victoria ante Chile, luego perdió con Inglaterra, ganó a Samoa y finalmente disputaría ante Argentina un partido a cara o cruz para alcanzar los cuartos de final (como segundo de grupo), que finalmente cayó del lado de Los Pumas por 27-39 en un disputado partido. 

## Estadísticas
A continuación, una tabla resumen de los test matches jugados por el equipo nacional de Japón XV hasta el 24 de noviembre de 2024.
| Oponente                       | Jugados | Ganados | Perdidos | Empatados | % de victorias |
| ------------------------------ | ------- | ------- | -------- | --------- | -------------- |
| All Blacks XV                  | 1       | 0       | 1        | 0         | 0.0%           |
| Argentina                      | 7       | 1       | 6        | 0         | 14.2%          |
| Australia                      | 6       | 0       | 6        | 0         | 0.0%           |
| Australia A                    | 4       | 0       | 4        | 0         | 0.0%           |
| BC Bears                       | 6       | 2       | 2        | 2         | 33.3%          |
| Canadá                         | 26      | 16      | 8        | 2         | 61.5%          |
| Chile                          | 1       | 1       | 0        | 0         | 100.0%         |
| China Taipéi                   | 4       | 4       | 0        | 0         | 100.0%         |
| Corea del Sur                  | 36      | 29      | 6        | 1         | 80.5%          |
| Emerging Wallabies             | 2       | 1       | 0        | 1         | 50.0%          |
| Emiratos Árabes Unidos         | 3       | 3       | 0        | 0         | 100.0%         |
| England Saxons                 | 2       | 0       | 2        | 0         | 0.0%           |
| England Students               | 1       | 0       | 1        | 0         | 0.0%           |
| England Under-23's             | 2       | 0       | 2        | 0         | 0.0%           |
| Escocia                        | 9       | 1       | 8        | 0         | 11.1%          |
| Escocia XV                     | 4       | 1       | 3        | 0         | 25.0%          |
| España                         | 3       | 3       | 0        | 0         | 100.0%         |
| Estados Unidos                 | 25      | 11      | 13       | 1         | 44.0%          |
| Filipinas                      | 2       | 2       | 0        | 0         | 100.0%         |
| Fiyi                           | 20      | 4       | 16       | 0         | 20.0%          |
| Francia                        | 8       | 0       | 7        | 1         | 0.0%           |
| Francia XV                     | 6       | 0       | 6        | 0         | 0.0%           |
| Gales                          | 10      | 1       | 9        | 0         | 10.0%          |
| Gales XV                       | 4       | 0       | 4        | 0         | 0.0%           |
| Georgia                        | 7       | 5       | 2        | 0         | 71.4%          |
| Golfo Pérsico                  | 3       | 3       | 0        | 0         | 100.0%         |
| Hong Kong                      | 28      | 24      | 4        | 0         | 85.7%          |
| Inglaterra                     | 6       | 0       | 6        | 0         | 0.0%           |
| Inglaterra XV                  | 5       | 0       | 5        | 0         | 0.0%           |
| Ireland Students               | 1       | 0       | 1        | 0         | 0.0%           |
| Irlanda                        | 10      | 1       | 9        | 0         | 10.0%          |
| Irlanda XV                     | 2       | 0       | 2        | 0         | 0.0%           |
| Italia                         | 10      | 2       | 8        | 0         | 20.0%          |
| Junior All Blacks              | 8       | 1       | 7        | 0         | 12.5%          |
| Kazajistán                     | 5       | 5       | 0        | 0         | 100.0%         |
| Leones Británico-irlandeses    | 1       | 0       | 1        | 0         | 0.0%           |
| Māori                          | 1       | 0       | 1        | 0         | 0.0%           |
| Nueva Zelanda                  | 6       | 0       | 6        | 0         | 0.0%           |
| Nueva Zelanda XV               | 2       | 0       | 2        | 0         | 0.0%           |
| Oxford y Cambridge             | 3       | 0       | 3        | 0         | 0.0%           |
| Países Bajos                   | 1       | 0       | 1        | 0         | 0.0%           |
| Portugal                       | 1       | 1       | 0        | 0         | 100.0%         |
| Queensland Reds                | 1       | 0       | 1        | 0         | 0.0%           |
| Rumania                        | 6       | 5       | 1        | 0         | 83.3%          |
| Rusia                          | 7       | 6       | 1        | 0         | 85.7%          |
| Samoa                          | 19      | 7       | 12       | 0         | 36.8%          |
| Singapur                       | 1       | 1       | 0        | 0         | 100.0%         |
| Sri Lanka                      | 3       | 3       | 0        | 0         | 100.0%         |
| Sudáfrica                      | 3       | 1       | 2        | 0         | 33.3%          |
| Tailandia                      | 1       | 1       | 0        | 0         | 100.0%         |
| Tonga                          | 19      | 10      | 9        | 0         | 52.6%          |
| Uruguay                        | 6       | 5       | 1        | 0         | 87.5%          |
| Universidad de Cambridge       | 4       | 1       | 3        | 0         | 25.0%          |
| Universidad de Oxford          | 4       | 0       | 4        | 0         | 0.0%           |
| Universidades de Australia     | 6       | 2       | 4        | 0         | 33.3%          |
| Universidades de Nueva Zelanda | 15      | 2       | 11       | 2         | 13.3%          |
| Welsh Clubs                    | 1       | 0       | 1        | 0         | 0.0%           |
| Zimbabue                       | 1       | 1       | 0        | 0         | 100.0%         |
| Total                          | 389     | 167     | 212      | 10        | 42.93%         |

## Victorias destacadas
- Se consideran solo victorias ante naciones del Tier 1 ( participantes del Seis Naciones y del Rugby Championship).

| 15 de septiembre de 1998 | Japón | 44 - 29 | Argentina | Chichibunomiya Rugby Stadium, Tokio |  |

| 15 de junio de 2013 | Japón | 23 - 8 | Gales | Chichibunomiya Rugby Stadium, Tokio |  |

| 21 de junio de 2014 | Japón | 26 - 23 | Italia | Chichibunomiya Rugby Stadium, Tokio |  |

| 19 de septiembre de 2015 | Sudáfrica | 32 - 34 | Japón | Falmer Stadium, Brighton |  |

| 9 de junio de 2018 | Japón | 34 - 17 | Italia | Oita Bank Dome, Oita |  |

| 28 de septiembre de 2019 | Japón | 19 - 12 | Irlanda | Shizuoka Stadium, Fukuroi |  |

| 13 de octubre de 2019 | Japón | 28 - 21 | Escocia | International Stadium Yokohama, Yokohama |  |

| 5 de julio de 2025 | Japón | 24 - 19 | Gales | Mikuni World Stadium, Kitakyushu |  |

## Selección actual
El 18 de agosto de 2023, Jamie Joseph anunció los 33 jugadores para el equipo de la Copa Mundial de Rugby de 2023.
| Nombre              | Posición       | Fecha de nacimiento      | Encuentros | Club                      |
| ------------------- | -------------- | ------------------------ | ---------- | ------------------------- |
| Shota Horie         | hooker         | 21 de enero de 1986      | 72         | Saitama Wild Knights      |
| Kosuke Horikoshi    | hooker         | 2 de junio de 1995       | 7          | Tokyo Sungoliath          |
| Atsushi Sakate      | hooker         | 21 de junio de 1993      | 37         | Saitama Wild Knights      |
| Asaeli Ai Valu      | pilar          | 7 de mayo de 1989        | 26         | Saitama Wild Knights      |
| Sione Halasili      | pilar          | 15 de octubre de 1999    | 0          | Yokohama Canon Eagles     |
| Keita Inagaki       | pilar          | 2 de junio de 1990       | 49         | Saitama Wild Knights      |
| Koo Ji-won          | pilar          | 20 de julio de 1994      | 25         | Kobelco Kobe Steelers     |
| Shinnosuke Kakinaga | pilar          | 19 de noviembre de 1991  | 12         | Tokyo Sungoliath          |
| Craig Millar        | pilar          | 29 de octubre de 1990    | 13         | Saitama Wild Knights      |
| Jack Cornelsen      | segunda línea  | 13 de octubre de 1994    | 16         | Saitama Wild Knights      |
| Warner Dearns       | segunda línea  | 11 de abril de 2002      | 7          | Toshiba Brave Lupus Tokyo |
| Amato Fakatava      | segunda línea  | 7 de diciembre de 1994   | 3          | Black Rams Tokyo          |
| Amanaki Saumaki     | segunda línea  | 8 de marzo de 1997       | 1          | Kobelco Kobe Steelers     |
| Shota Fukui         | ala            | 28 de septiembre de 1999 | 2          | Saitama Wild Knights      |
| Ben Gunter          | ala            | 24 de octubre de 1997    | 8          | Saitama Wild Knights      |
| Kazuki Himeno (c.)  | ala            | 27 de julio de 1994      | 29         | Toyota Verblitz           |
| Lappies Labuschagné | ala            | 11 de enero de 1989      | 16         | Kubota Spears             |
| Michael Leitch      | ala            | 7 de octubre de 1988     | 27         | Toshiba Brave Lupus Tokyo |
| Kanji Shimokawa     | ala            | 17 de enero de 1999      | 2          | Tokyo Sungoliath          |
| Kenta Fukuda        | medio scrum    | 19 de diciembre de 1996  | 0          | Toyota Verblitz           |
| Yutaka Nagare       | medio scrum    | 4 de septiembre de 1992  | 34         | Tokyo Sungoliath          |
| Naoto Saito         | medio scrum    | 26 de agosto de 1997     | 15         | Tokyo Sungoliath          |
| Jumpei Ogura        | medio apertura | 11 de julio de 1992      | 4          | Yokohama Canon Eagles     |
| Rikiya Matsuda      | medio apertura | 3 de mayo de 1994        | 33         | Saitama Wild Knights      |
| Lee Seung-sin       | medio apertura | 13 de enero de 2001      | 10         | Kobelco Kobe Steelers     |
| Ryoto Nakamura      | centro         | 3 de junio de 1991       | 35         | Tokyo Sungoliath          |
| Dylan Riley         | centro         | 2 de mayo de 1997        | 14         | Saitama Wild Knights      |
| Tomoki Osada        | centro         | 25 de noviembre de 1999  | 4          | Saitama Wild Knights      |
| Siosaia Fifita      | wing           | 20 de diciembre de 1998  | 12         | Toyota Verblitz           |
| Lomano Lemeki       | Wing           | 20 de enero de 1989      | 16         | Green Rockets Tokatsu     |
| Semisi Masirewa     | wing           | 9 de junio de 1992       | 5          | Hanazono Kintetsu Liners  |
| Jone Naikabula      | wing           | 12 de abril de 1994      | 4          | Toshiba Brave Lupus Tokyo |
| Kotaro Matsushima   | zaguero        | 26 de febrero de 1993    | 51         | Saitama Wild Knights      |

## Palmarés
- Pacific Nations Cup (3): 2011, 2014, 2019
- Pacific Rim Championship (1): 1999
- Asia Rugby Championship (25): 1969, 1970, 1972, 1974, 1976, 1978, 1980, 1984, 1992, 1994, 1996, 1998, 2000, 2004, 2006, 2008, 2009, 2010, 2011, 2012, 2013, 2014, 2015, 2016, 2017
- Asian Rugby Series (3): 2005, 2006, 2007

## Participación en copas
| - Nueva Zelanda 1987: Primera fase - Inglaterra 1991: Primera fase - Sudáfrica 1995: Primera fase - Gales 1999: Primera fase - Australia 2003: Primera fase - Francia 2007: Primera fase - Nueva Zelanda 2011: Primera fase - Inglaterra 2015: Primera fase - Japón 2019: Cuartos de final - Francia 2023: Primera fase - Australia 2027: Clasificado - Asian Series Gold 2003-04: 2.º puesto - Asian Series Division 1 2005: Campeón invicto - Asian Series Division 1 2006: Campeón invicto - Asian Series Division 1 2007: Campeón invicto - ARC Top 3 2015: Campeón invicto - ARC Top 3 2016: Campeón invicto - ARC Top 3 2017: Campeón invicto - Juegos Asiáticos 1998: 2° puesto - Juegos Asiáticos 2002: 2° puesto | - Pacific Nations Cup 2006: 5.º puesto (último) - Pacific Nations Cup 2007: 6.º puesto (último) - Pacific Nations Cup 2008: 5.º puesto - Pacific Nations Cup 2009: 4.º puesto - Pacific Nations Cup 2010: 3.º puesto - Pacific Nations Cup 2011: 6 Puesto (Último) - Pacific Nations Cup 2012: 4.º puesto (último) - Pacific Nations Cup 2013: 4.º puesto - Pacific Nations Cup 2014: 1.º puesto (GAP) - Pacific Nations Cup 2015: 4.º puesto - Pacific Nations Cup 2016: no participó - Pacific Nations Cup 2017: no participó - Pacific Nations Cup 2018: no participó - Pacific Nations Cup 2019: no participó - Pacific Nations Cup 2023: 3.º puesto - Pacific Nations Cup 2024: 2.º puesto - Pacific Nations Cup 2025: a disputarse - Pacific Rim 1996: 4.º puesto (último) - Pacific Rim 1997: 4.º puesto (último) - Pacific Rim 1998: 3.º puesto - Pacific Rim 1999: Campeón - Pacific Rim 2000: 6.º puesto (último) - Pacific Rim 2001: 3.º puesto |